# Gender and Research
Gender and Research (Czech title: Gender a výzkum) é uma revista acadêmica semestral revisada por pares publicada pelo Instituto de Sociologia da Academia Tcheca de Ciências. É uma revista transdisciplinar com foco na teoria feminista e nos estudos de gênero. A revista foi criada em 2000 como Gender, rovné příležitosti, výzkum/Gender and Research. A revista concentra-se na Europa Central e Oriental, bem como em outras macrorregiões globais. Os artigos são publicados em checo, eslovaco ou inglês. A revista publica artigos científicos, ensaios, resenhas de livros, entrevistas acadêmicas e notícias de conferências. A editora-chefe é Zuzana Uhde (Academia Tcheca de Ciências). A revista é resumida e indexada no Scopus e outras bases de dados. É um periódico de acesso aberto listado no DOAJ.